# Combate de Cauquenes
El combate de Cauquenes fue un enfrentamiento bélico llevado a cabo entre las fuerzas realistas del chileno Juan Antonio Olate y las fuerzas patriotas chilenas al mando del coronel Juan de Dios Vial, el 23 de agosto de 1813, en el pueblo de Cauquenes, cerca del sector que actualmente delimita las regiones del Maule y del Biobío, en el marco de la llamada Patria Vieja.
El coronel Vial, que hace algunos días había recibido a José Joaquín Prieto, defensor de Quirihue, reunía en la ciudad unos 150 fusileros, en tanto que el cuadro hispano contaba con cerca de 400 hombres entre fusileros y milicianos de lanza, y dos piezas de artillería de a cuatro.
La acción duró unas siete horas, pero fue tan desordenado el ataque como la defensa.
Olate se retiró sin ningún provecho a pesar de su insolente intimidación.